# Ante Kaleb
Ante Kaleb (Metković, 9. svibnja 1993.), hrvatski je reprezentativni rukometaš.
S mladom reprezentacijom 2010. osvojio 1. mjesto u Crnoj Gori. Izabran za najbolji sedmorku turnira i proglašen za MVP prvenstva. S mladom reprezentacijom 2011. na svjetskom prvenstvu plasirali se na 8. mjesto. 
Godine 2011. dobiva prvi sluzbeni poziv za okupljanje seniorske reprezentacije Hrvatske.
Godine 2012. u Turskoj s mladom reprezentacijom osvaja 2. mjesto.
S 18. godina potpisuje prvi profesionalni ugovor s RK Zagreb. U prvoj godini ne dobiva minutažu pokraj velikih imena u svlacionici Zagreba.
Nakon toga odlazi u RK Dubravu, gdje svojim igrama zaslužuje povratak u Rukometni klub Zagreb.
Nakon Zagreba potpisuje ugovor s RK Mariborom gdje provodi 2,5 godine. Svojim dobrim igrama zapinje za oko njemačkim prvoligašima i s 22 godine potpisuje ugovor s Tus n Lübbeckeom.
Nakon sto Tus n Lübbecke ispada iz prve lige odlazi u Tus n Lübbecke u 2. njemačku ligu i odmah nakon prve godine izboren je najelitniji rang njemačkog rukometa. U svojoj prvoj sezoni za Lübbecke postize preko 170 golova(bez postignutih pogodaka sa 7 metara) i pomaže klubu za povratak u 1. njemačku Bundesligu.
Trenutačno je student na Zagrebačkoj školi ekonomije i menadžmenta (ZŠEM).
Od 2017. nastupa u 1. njemačkoj Bundesligi.
S hrvatskom seniorskom reprezentacijom osvojio je zlato na Mediteranskim igrama u Tarragoni 2018.